# Cabeza de Manzaneda
Cabeza de Manzaneda se sitúa en el Macizo Central Orensano, concretamente en el municipio de la Puebla de Trives Se eleva hasta una altura de 1778 metros y cuenta con una estación de montaña, en la que es posible la práctica del esquí. Cuenta a su vez con una gran variedad de restaurantes en sus cercanías.